# Ruta Provincial 6 (Río Negro)
La Ruta Provincial 6 es una carretera argentina ubicada en la Provincia de Río Negro, que une el embalse Casa de Piedra, en el límite con La Pampa, con la localidad de Los Repollos, en cercanías a El Bolsón; teniendo una única interrupción de unos 55 kilómetros producida por la Ruta Nacional 1S40 y la ex-Ruta Nacional 243, en los alrededores de Ñorquincó. 
Con 642 kilómetros de longitud, es la carretera más extensa de la provincia de Río Negro, atravesando un total de cinco departamentos de esta.

## Recorrido (de norte a sur)

### Primera etapa (asfalto)
Durante sus primeros 262 kilómetros, la ruta está asfaltada y en un buen estado:
- Km 0 - La ruta comienza en la represa Casa de Piedra, del río Colorado, en el límite con la provincia de La Pampa.
- Km 16 - Cruce con Ruta Provincial 57.
- Km 105 - General Roca.
- Km 108 - Cruce con Ruta Provincial 65.
- Km 109 - Cruce con Ruta Nacional 22.
- Km 117 - Paso Córdova, cruce del río Negro, y paso del departamento General Roca al departamento El Cuy.
- Km 122 y 126 - empalme con la Ruta Provincial 7, hacia el oeste y este, respectivamente.
- Km 153 y 166 - empalme con la Ruta Provincial 68, hacia el oeste y este, respectivamente.
- Km 179 - empalme con la Ruta Provincial 71 hacia el oeste.
- Km 188 - Trica Có.
- Km 232 - El Cuy.
- Km 254 - Paso del departamento El Cuy al departamento Veinticinco de Mayo.
- Km 262 - Empalme con Ruta Provincial 8 hacia el este, y fin del asfalto. Nota: El asfalto sigue a través de la RP8 hasta la localidad de Los Menucos.

### Segunda etapa (ripio)
- Km 262 - San Antonio del Cuy.
- Km 276 - Paso del departamento Veinticinco de Mayo al departamento El Cuy.
- Km 311 - Empalme con la Ruta Provincial 67, hacia el este.
- Km 312 - Chasicó.
- Km 312 - Empalme con las Rutas Provinciales 74 (hacia el norte) y 67 (hacia el oeste).
- Km 328 - Paso del departamento El Cuy al departamento Veinticinco de Mayo.
- Km 354 - Colan Conhué.
- Km 430 - Parque Laguna Carri Laufquen.
- Km 444 - Empalme con la Ruta Provincial 76.
- Km 446 - Ingeniero Jacobacci. Nota: A partir de este punto el recorrido es en paralelo al ferrocarril La Trochita.
- Km 448 - Empalme con la Ruta Nacional 23. Nota: Los primeros 11 kilómetros posteriores a Ingeniero Jacobacci formarán parte de la RN23 una vez finalizadas las obras.
- Km 481 - Paso del departamento Veinticinco de Mayo al departamento Ñorquincó.
- Km 492 - Ojos de Agua.
- Km 508 - Futa Ruín.
- Km 529 - Mamuel Choique.
- Km 548 - Aguada Troncoso.
- Km 557 - Acceso a Río Chico.
- Km 595 - Empalme con la Ruta Nacional 1S40 hacia el norte y sur - Interrupción de la ruta.

### Interrupción por la ex-Ruta Nacional 40 y la ex-Ruta Nacional 243.
Para completar los kilómetros restantes se debe seguir hacia el sur por la RN 1S40 (ex-Ruta Nacional 40), hasta la localidad de El Maitén (en Chubut). En El Maitén se debe acceder por la avenida San Martín y doblar por avenida Belgrano hasta atravesar la localidad. De esta manera, se estará siguiendo por la ex-Ruta Nacional 243 en sentido norte.
La Ruta Nacional 243 pasó a jurisdicción provincial en 1979, transformándose en parte de la Ruta Provincial 6 (en Río Negro) y un camino rural en la provincia del Chubut.
En total, la interrupción es de unos 55 kilómetros, de los cuales, 40 son de Río Negro y 15 del Chubut. Ambas rutas son de ripio, teniendo asfalto únicamente en El Maitén.
Cabe aclarar que a partir de este punto, la ruta ya no es más paralela al ferrocarril La Trochita.

### Tercera etapa (ripio)
Siguiendo el kilometraje previo a la interrupción:
- Km 596 - Límite interprovincial Chubut - Río Negro.
- Km 596 - Paso del departamento Ñorquincó al departamento Bariloche.
- Km 616 - Cuesta del Ternero.
- Km 617 - Arroyo Ternero.
- Km 629 - Empalme con Ruta Nacional 40 - Fin de la ruta.

El recorrido finaliza cuatro kilómetros al sur de la localidad de Los Repollos y 14 kilómetros al norte de El Bolsón.
- Datos: Q102156531
- Multimedia: Provincial Route 6 (Río Negro) / Q102156531